# 小行星3677
小行星3677（英語：3677 Magnusson）是一颗围绕太阳公转的小行星。1984年8月31日，愛德華·鮑威爾在可可尼诺县发现了此天体。
这颗小行星的绝对星等为125.2004442772884等。